# Rhynchentedon achterbergi
Rhynchentedon achterbergi är en stekelart som beskrevs av Alex Gumovsky 2001. Rhynchentedon achterbergi ingår i släktet Rhynchentedon och familjen finglanssteklar. Inga underarter finns listade i Catalogue of Life.